# Carl Hoff (Maler, 1807)

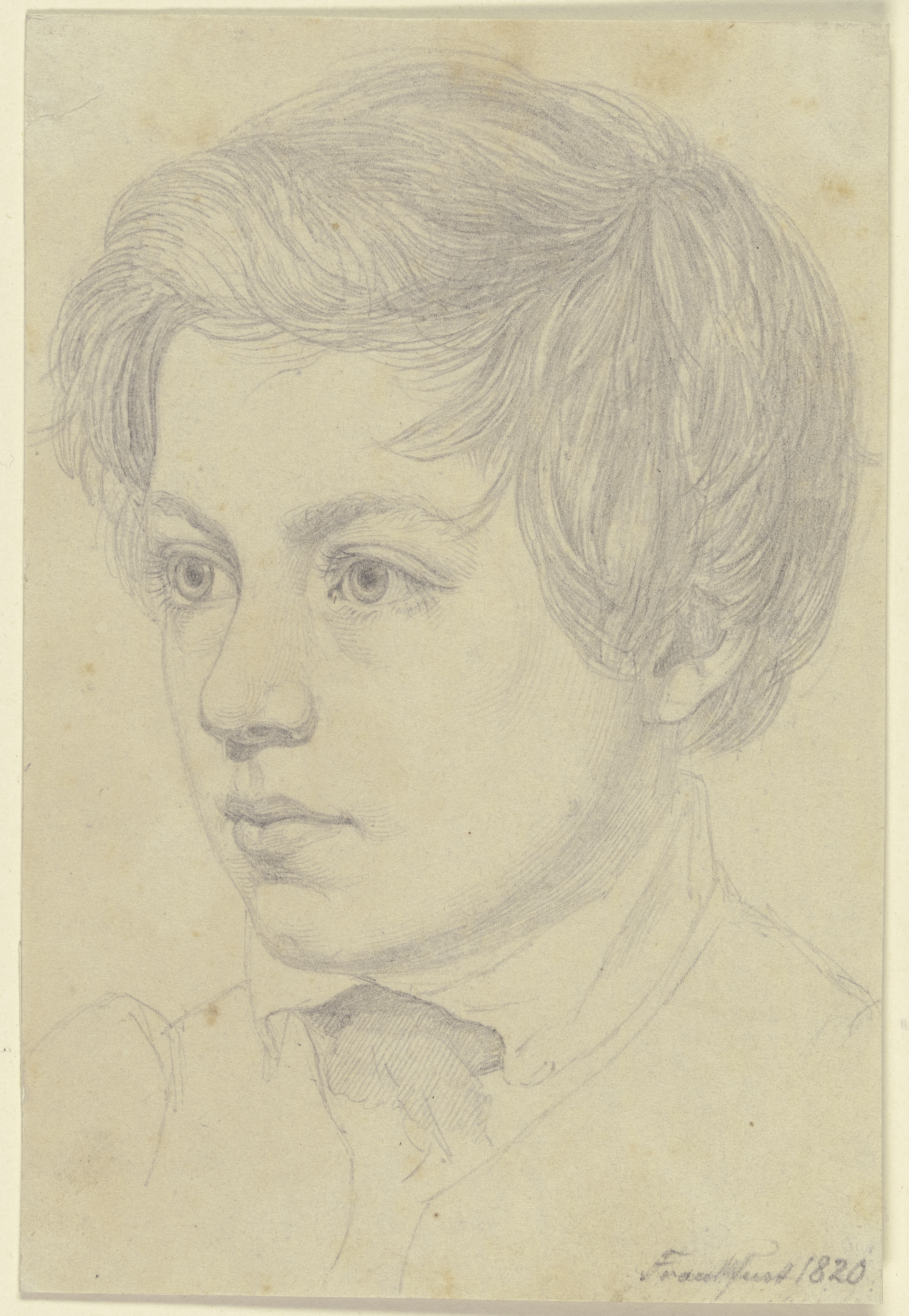
Carl Hoff als Knabe von dreizehn Jahren, gezeichnet von Nikolaus Hoff, 1820

Georg Carl Hoff (* 30. Juli 1807 in Frankfurt am Main; † 7. März 1862 in Dresden) war ein deutscher Zeichner, Kupferstecher, Lithograf und Miniaturmaler.

## Leben
Carl Hoff, ein Bruder des Kupferstechers Nikolaus Hoff, war in Frankfurt Schüler von Carl Friedrich Wendelstadt. 1829/30 studierte er an der Kunstakademie in München Kupferstecherkunst. Später ging er nach St. Petersburg und bereiste 1837 bis 1850 Norddeutschland als Porträtzeichner, er lebte u. a. in Celle und Ratzeburg. Danach war er als Zeichenlehrer in Dresden tätig, dort wurde er 1852 Direktor einer Privatschule für Mädchen.

## Werke

### Totenfeier der Carolina

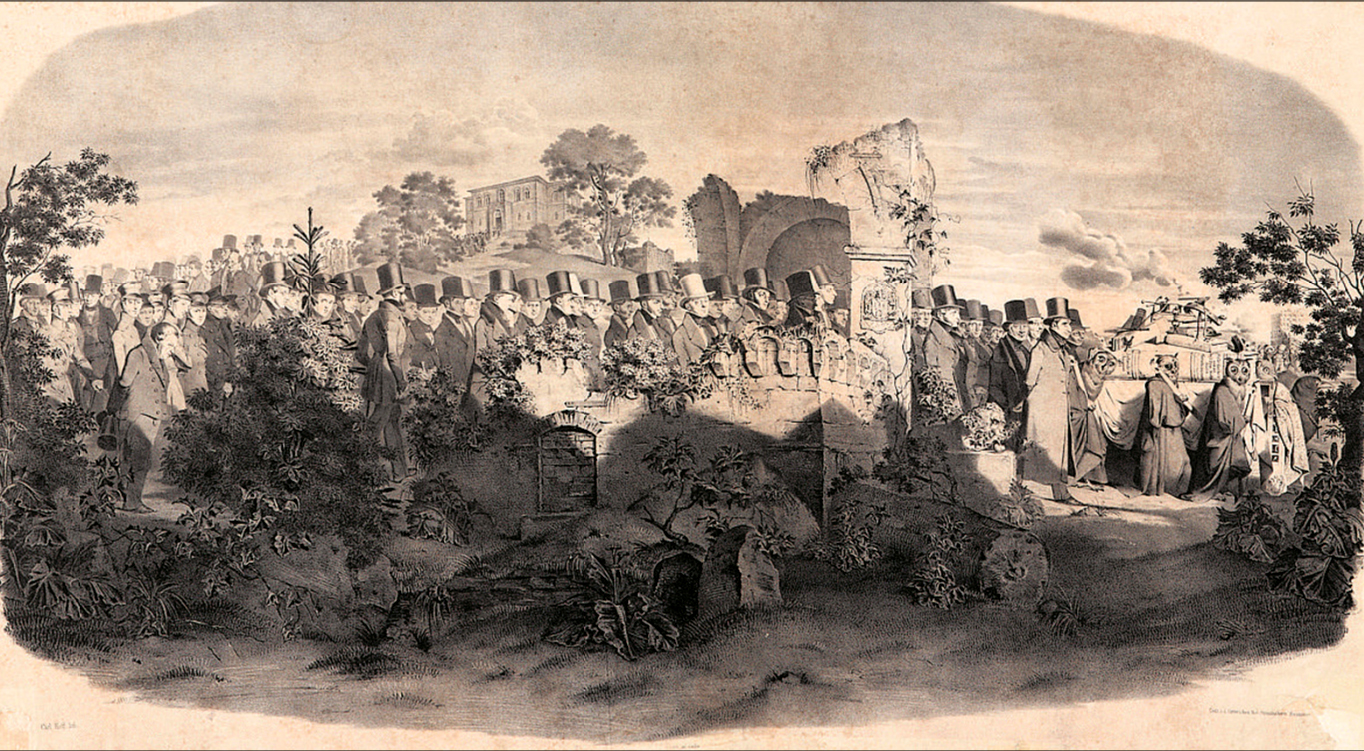
Die Totenfeier der Carolina, 1845 als Lithografie von Julius Giere vervielfältigt

Carl Hoff lebte auch einige Zeit in Celle. Nach der Einführung der Kriminalgesetzgebung im Königreich Hannover 1840 schuf er hier 1842 im Auftrag des Grafen Curt von Schwicheldt 1842 und für eine Summe von angeblich 3000 Talern eines seiner bekanntesten Werke, die Totenfeier der Carolina als Sinnbild für die Abschaffung der zuvor jahrhundertelang geltenden Peinlichen Halsgerichtsordnung von Kaiser Karl V., der Constitutio Criminalis Carolina. Zur Darstellung der unmittelbar beteiligten Personen am damaligen Oberappellationsgerichtes in Celle, der dortigen Justizkanzlei sowie des Amtes Celle fertigte Hoff zuvor ein Album mit 62 Porträt-Skizzen. Während die endgültige Zeichnung im Format 574 × 126 cm im Jahr 1900 durch eine Schenkung von Schwicheldts Tochter Anna von Adelebsen in den Besitz des Bomann-Museums kam, gelangte das Skizzenalbum, durch das eine spätere Identifizierung nahezu sämtlicher in der Grossformatzeichnung dargestellten Personen möglich wurde, durch Ankauf aus einem Antiquariat in den Museumsbesitz. Die Gesamtzeichnung vervielfältigte der hannoversche Hof- und Steindrucker Julius Giere 1845 als leicht veränderte, seitenverkehrte Lithografie.

### Weitere Werke (Auswahl)
- Um 1860: Stich eines Werkes von Hoff durch Adolf Neumann unter dem Titel Die Rast auf der Flucht (27,8 × 38 cm) im Philadelphia Museum of Art[2]
- Brustbild des Komponisten Ferdinand Ries in der Sammlung Manskopf der UB Frankfurt am Main[3]